# Dacnusa paramushirica
Dacnusa paramushirica är en stekelart som beskrevs av Vladimir Ivanovich Tobias 1997. Dacnusa paramushirica ingår i släktet Dacnusa och familjen bracksteklar. Inga underarter finns listade i Catalogue of Life.